# Theodor Spira
Theodor Otto Adam Hans Spira (* 12. Januar 1885 in Worms; † 25. November 1961 in Kronberg im Taunus) war ein deutscher Anglist. Er war Professor an der Albertus-Universität Königsberg und an der Universität Frankfurt. 

## Leben
Spira studierte Germanistik, Anglistik und Romanistik an der Justus-Liebig-Universität Gießen und an der Universität Genf. Spira war ein Schüler von Wilhelm Horn in dessen Gießener Zeit. 1912 wurde er in Gießen mit der Arbeit Die englische Lautentwicklung nach französischen Grammatiker-Zeugnissen promoviert. Es folgten Forschungen an der Universität Heidelberg, der Humboldt-Universität zu Berlin und an der University of Cambridge. 1922 habilitierte er sich in Gießen über Shelleys geistesgeschichtliche Bedeutung.
Von 1921 bis 1925 war er Privatdozent an der Universität Gießen. Durch den preußischen Kultusminister Carl Heinrich Becker wurde Spira im Rahmen des demokratischen Erneuerungsprogramms der „Grenzlanduniversitäten“ (Universität Kiel, Universität Breslau, Universität Königsberg) 1925 ordentlicher Professor in Königsberg.
Durch die Nationalsozialisten wurde Spira 1940 wegen seiner politischen und religiösen Überzeugungen (er war Synodaler der bekennenden Kirche) seines Königsberger Lehrstuhls enthoben.
Spira, der als überzeugter Christ keiner NS-Organisation angehört hatte, konvertierte nach dem Zweiten Weltkrieg zum Katholizismus, da er der protestantischen Kirche eine allzu große Konnivenz mit den NS-Machthabern vorwarf. Spira engagierte er sich sehr für die Ökumenische Bewegung. Von 1945 bis 1947 war er zunächst Ministerialrat und Abteilungsleiter der Kirchenabteilung im Hessischen Kultusministerium. Dort war Spira mitverantwortlich für den Ausgleich mit Israel. Er war ein Freund und Gesprächspartner des jüdischen Religionsphilosophen Martin Buber. Im August 1947 wurde er zum ordentlichen Professor der Anglistik und Leiter des Amerika-Instituts an die Universität Frankfurt berufen.
1956/57 war Spira Vorsitzender der Deutschen Gesellschaft für Amerikaforschung. Er war auch Mitglied der Redaktionsausschusses des Jahrbuches für Amerikastudien.
Spira war mit Klara, geborene Klammt, verheiratet und hatte vier Kinder. Sein Sohn Andreas (1929–2004) war ein bekannter Klassischer Philologe.

## Schriften (Auswahl)
- Die englische Lautentwicklung nach französischen Grammatiker-Zeugnissen (= Quellen und Forschungen zur Sprach- und Culturgeschichte der germanischen Völker, 115). Straßburg 1912.
- Shelleys geistesgeschichtliche Bedeutung. Gießen 1923.
- Shakespeares Sonette im Zusammenhang seines Werkes. Königsberg 1929.